# Gabriel Ahlman

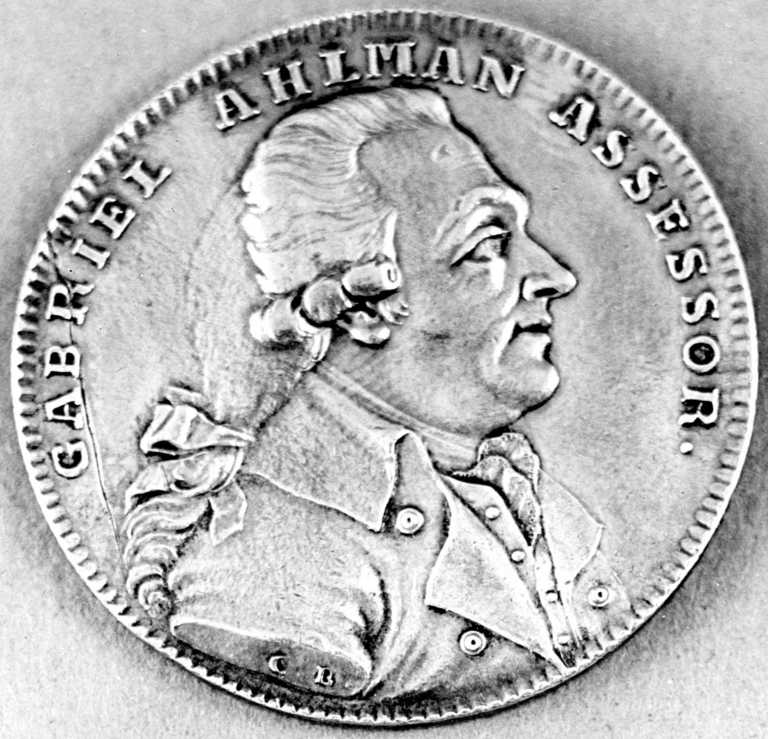
Gabriel Ahlman, minnespenning.

Gabriel Ahlman, född 8 september 1737 i Bjärnå, död 5 oktober 1799 i Messuby, var en finländsk assessor och donator. 
Ahlman är mest känd för att ha testamenterat medel till Finska hushållningssällskapet att användas för ambulerande skolor i Tammerforstrakten. De två första av de så kallade Ahlmanska skolorna inrättades 1811 i Birkala och Messuby, den sista omnämns 1855.